# Rybitwy (ptaki)
Rybitwy (Sterninae) – podrodzina ptaków z rodziny mewowatych (Laridae).

## Występowanie
Podrodzina obejmuje gatunki zamieszkujące cały świat.

## Charakterystyka
Rybitwy charakteryzują się następującymi cechami:
- wysmukłe ciało
- duża głowa z prostym, ostro zakończonym dziobem
- krótkie nogi
- długi, rozwidlony ogon
- upierzenie zwykle białe z domieszką koloru czarnego
- doskonali lotnicy, ale słabo chodzą po ziemi
- większość gatunków pływa niechętnie
- polują pikując podczas lotu pionowo w wodę, czasem biernie nurkują (wykorzystując rozpęd); niektóre chwytają owady w locie
- żywią się niemal wyłącznie drobnymi rybami i bezkręgowcami wodnymi
- zamieszkują brzegi zbiorników zarówno słodkowodnych, jak i słonych.

## Systematyka
Do podrodziny należą następujące rodzaje:
- Onychoprion Wagler, 1832
- Sternula Boie, 1822
- Phaetusa Wagler, 1832 – jedynym przedstawicielem jest Phaetusa simplex (J.F. Gmelin, 1789) – rybitwa amazońska
- Gelochelidon C.L. Brehm, 1830
- Hydroprogne Kaup, 1829 – jedynym przedstawicielem jest Hydroprogne caspia (Pallas, 1770) – rybitwa wielkodzioba
- Larosterna Blyth, 1852 – jedynym przedstawicielem jest Larosterna inca (Lesson & Garnot, 1827) – rybitwa wąsata
- Chlidonias Rafinesque, 1822
- Sterna Linnaeus, 1758
- Thalasseus Boie, 1822